# Lepidopora carinata
Lepidopora carinata är en nässeldjursart som först beskrevs av Pourtalès 1867.  Lepidopora carinata ingår i släktet Lepidopora och familjen Stylasteridae. Inga underarter finns listade i Catalogue of Life.